# Vologases I de Armenia
Vologases I (95—138) fue regente del reino de Armenia desde 116 hasta su muerte.

## Biografía
Era hijo del rey Sanatruces, de la dinastía dinastía arsácida, e inició una reforma en su gobierno que llevaría a sus hijos, Vologases V y Cosroes II al trono de Media y Partia. Su padre es quizá el mismo Sanatruk o Sanadrug que reinó en Armenia hacia 72 o 75 hasta 100-110.
Vologases, con el apoyo de los partos, encabeza en 116 la revuelta de los armenios contra el Imperio romano, que bajo el emperador Trajano, había transformado el reino de Armenia en provincia romana en 114.
Cuando Adriano, el sucesor de Trajano, concluyó un acuerdo con los partos, fijando las fronteras de los dos imperios en el Éufrates e implicando el abandono de las tres provincias creadas por su predecesor, de Armenia, Asiria y Mesopotamia, Vologases es definitivemente reconocido por Roma como rey vasallo de Armenia y de Sophene hacia 130.
En la historiografía armenia tradicional, Vologases I ha dejado la reputación de un gran constructor. Sería el fundador de una nueva capital cerca de Artashat en Dyrarat, Valarshapat. Estaría igualmente en el origen de Valarshavan en Basean (Phasiane), y se supone que es también el creador de Valarshakert (Vologesocerta) en Bagrévand.
Se ignoran las relaciones desarrolladas por el rey de Armenia con los dos soberanos contemporáneos, Cosroes I y Vologases III, que están en esta época en competición en el Imperio parto. No sabemos tampoco la actitud de Vologases I hacia los romanos, a los que había combatido antes de aceptar su tutela.
Hacia 136, Vologases envía una embajada a Roma para quejarse de la inacción cómplice del rey Pharasman II de Iberia hacia los Alanos, que multiplicaban sus devastaciones al sur del Cáucaso, en Armenia, en Media, e incluso en Capadocia. Vologases debe aceptar pagar un tributo para obtener la retirada de los invasores.
El reino de Vologases de Armenia llega a su fin poco tiempo después del ascenso del emperador Antonino Pío en 138.

## Posteridad
Cyrille Toumanoff le atribuye una hija llamada Ghadana, esposa del rey Pharasman II y regente por cuenta de su nieto.
Más recientemente, un descubrimiento epigráfico del siglo II evoca a « la reina Drakontis, hija del rey Vologases de Armenia, esposa del rey de Iberia, Amazaspos».